# Yps
Yps war ein deutsches Comic-Magazin, das von 1975 bis 2000 erschien.
Jedem Heft lag ein Gimmick bei, oft ein Spielzeug oder Scherzartikel; dies hob es in den ersten Jahrzehnten seines Erscheinens von anderen Comic-Magazinen für Jugendliche ab.
2005 gab es eine Testausgabe und 2006 drei Testausgaben als Zeitschrift für Kinder.
Im Oktober 2012 erschien erneut eine Testausgabe als Zeitschrift für Erwachsene. Von März 2013 bis September 2017 wurde es als Comicheft für Erwachsene sechsmal jährlich herausgegeben. Im August 2022 erschien nach fast fünf Jahren die einmalige Ausgabe 1283.

## Konzept
Das Konzept von Yps basierte auf dem französischen Heft Pif Gadget, das ursprünglich unter dem Namen Vaillant, le jeune patriote (‚Vaillant, der junge Patriot‘) eine Jugendzeitschrift der kommunistischen Partei Frankreichs war, die zuerst während des Zweiten Weltkriegs im Untergrund erschien. In den 1960er Jahren wurde die Zeitschrift wesentlich weniger politisch, blieb jedoch locker an die kommunistische Partei angebunden; der Name wurde geändert zu Vaillant, le journal le plus captivant (‚Vaillant, die spannendste Zeitschrift‘). Die spätere Titelfigur Pif le chien (‚Pif der Hund‘), die 1948 für kurze Schwarz-Weiß-Strips in der kommunistischen Tageszeitung L’Humanité erfunden worden war, erschien darin erstmals 1952 und wurde 1965 zur Hauptfigur. Ab 1967 erschien sie unter dem Titel Vaillant, le journal de Pif. Ab 1969 wurde das Gadget (Gimmick) dazu genommen und die Zeitschrift als Pif Gadget neu gestartet. Sie war daraufhin für einige Jahre außerordentlich erfolgreich und stellt bis heute im Comicbereich unübertroffene Rekorde von mehr als einer Million verkaufter Hefte einer einzigen Ausgabe auf, was einige internationale Nachahmer- und Lizenzausgaben hervorbrachte, darunter auch das deutsche Yps. Aus Pif Gadget wurden für Yps zahlreiche Gimmicks (beispielsweise die „Urzeitkrebse“) und Comics (zum Beispiel Pif und Herkules) übernommen, jedoch von Anfang an durch eigene Comics deutscher Zeichner ergänzt. Im Gegensatz zu Pif Gadget war Yps stets eine unpolitische Zeitschrift.
Schon 1971 bis 1972 legte der Rolf-Kauka-Verlag dem Comic Prima, später Primo, 33 Hefte lang ein Schnick-Schnack genanntes Gimmick bei.
Zeitweise gelang es der Redaktion, Prominente für die Zeitschrift zu gewinnen. So hatte über einen längeren Zeitraum der Zauberkünstler Hardy Gastauftritte und präsentierte Zaubertricks. Die erforderlichen Zauberutensilien lagen den jeweiligen Ausgaben als Gimmick bei. In einem anderen Fall wurde ein gemeinsames Abendessen mit Rosi Mittermaier und Christian Neureuther verlost und dieses dann in der Rubrik „Liebe Yps Fans!“ thematisiert.

## Inhalt
Neben den Comics lag ein Schwerpunkt von Yps auf kreativer Beschäftigung, neben den oftmals zusammenzubauenden Gimmicks zum Beispiel mit Bastelbögen, die in manchen Heften das Niveau professioneller Kartonmodelle erreichten (etwa bei den über mehrere Hefte verteilten Modellen von New Scotland Yard oder der Saturn-V-Rakete), und auf Hintergrundinformationen zum Beispiel zu naturwissenschaftlichen Themen, die manchmal an das aktuelle Gimmick angelehnt waren. Das Niveau dieser Beiträge wurde in den ersten Jahren beibehalten, später lag der Schwerpunkt mehr auf Unterhaltung. Yps wurde bereits kurz nach Erscheinen sehr populär und war eines der erfolgreichsten und auflagenstärksten Comicmagazine der 1970er und frühen 1980er Jahre.

## Erscheinungsweise

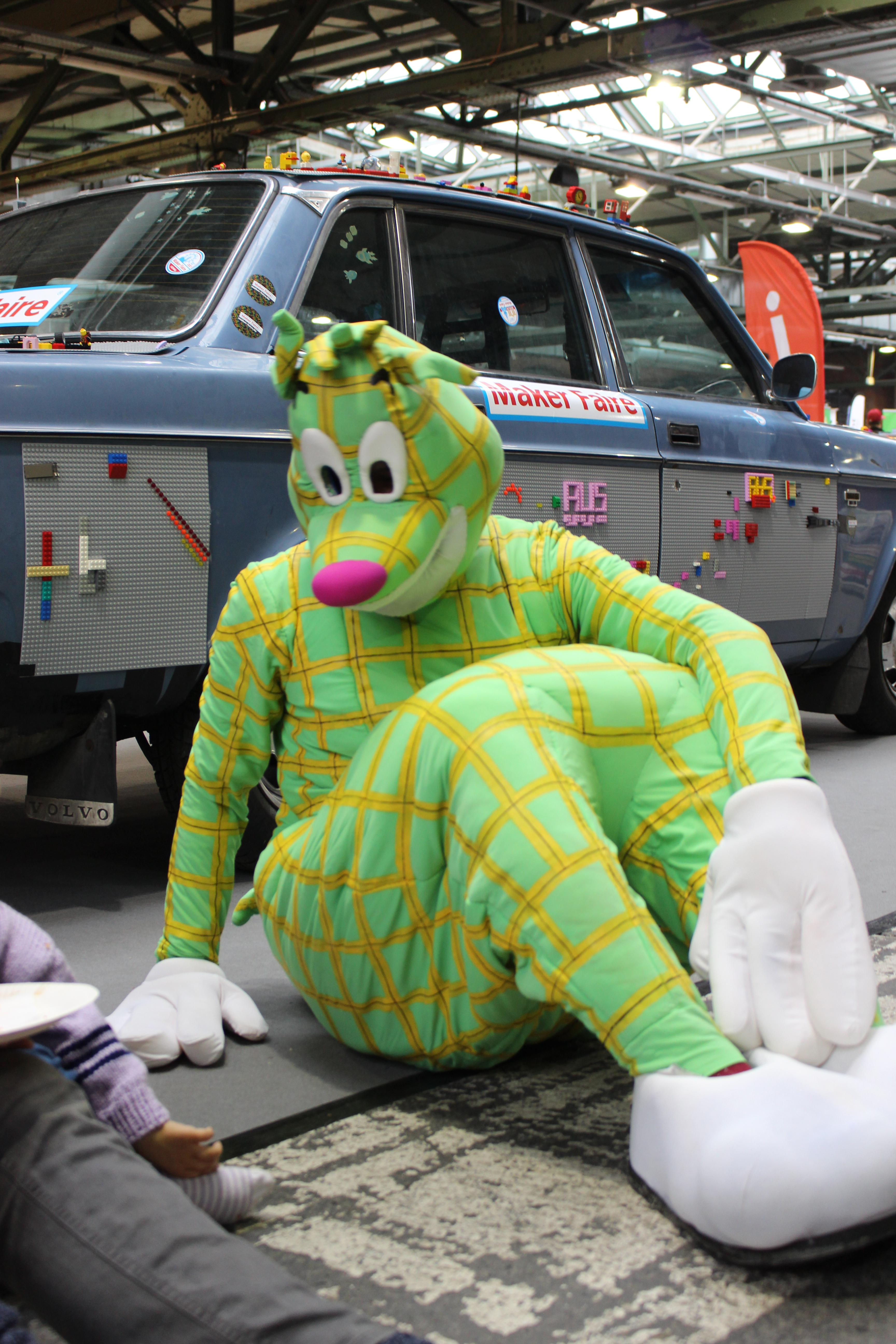
Ganzkörper-Kostüm mit Känguru Yps auf der Maker Faire 2016 in Berlin

### Die Originalausgabe von Yps (1975–2000)
Vor dem Start der Reihe brachte der Hamburger Verlag Gruner + Jahr im Sommer 1975 nur in Hessen fünf Testausgaben heraus. In diesen Heften kam das namensgebende Känguru Yps noch nicht vor, ebenso fehlte die Reihe Yinni und Yan, die ab der regulären Ausgabe 1 bis kurz vor der Einstellung der Reihe fast immer vertreten war. Stattdessen wurde das Gimmick von der Figur Gulliver vorgestellt, die offenbar beim Leser nicht ankam. Ein Großteil der Comics wurde in den ersten regulären Ausgaben wiederverwendet. Die erste reguläre Ausgabe wurde etwa 600.000-mal verkauft und vom 13. Oktober 1975 an erschien das Magazin regelmäßig wöchentlich. Yps erschien im Phasenvertrieb, das heißt, es erschienen nicht alle Ausgaben überall gleichzeitig. In Bayern lag die wöchentliche Ausgabe beispielsweise immer neun Wochen hinter denen im restlichen Bundesgebiet. Auch in Österreich und der Schweiz waren die veröffentlichten Ausgaben nicht synchron mit denen in Deutschland. Daher verwenden die Yps-Hefte auch keine Ausgabedaten, sondern wurden lediglich der Reihenfolge nach durchnummeriert, was eine zeitliche Einordnung der verschiedenen Ausgaben heute schwierig macht.
1999 kaufte der Konkurrenzverlag Egmont Ehapa (Micky Maus) von Gruner + Jahr die Rechte an Yps. Die Erscheinungsweise wurde auf zweiwöchentlich geändert, die Seitenzahl von 48 auf 32 Seiten gesenkt und alle langjährigen Comicserien außer dem Yps-Känguru aus dem Heft entfernt. Aufgrund der schlechten Verkaufszahlen wurde das Heft mit Nr. 1253 vorerst eingestellt. Die letzte reguläre Ausgabe erschien am 10. Oktober 2000 – drei Tage vor dem 25. Jubiläum.

### Testweise Neuauflage (2005–2006)
Am 18. August 2005 brachte der Egmont Ehapa Verlag nach fünf Jahren Pause die Nummer 1254 mit einer Auflage von 150.000 Heften zum Preis von 2,99 Euro heraus. Als Zielgruppe gab der Verlag die 23- bis 32-Jährigen an; das Heft enthielt außer Lucky Luke und dem Yps-Känguru keine Comicserien aus der alten Zeit.
Vom 13. März bis 8. Mai 2006 erschienen drei weitere Testausgaben zum Preis von 2,70 Euro. Nach Unternehmensangaben reichten die Verkaufszahlen nicht für ein monatlich erscheinendes Yps-Magazin aus. Der Verlag ließ die Möglichkeit offen, bei veränderten Rahmenbedingungen oder mit einer tragfähigen neuen Idee die Serie fortzusetzen.
- Nr. 1254 (August 2005): Die Geldmaschine
- Nr. 1255 (März 2006): Urzeitkrebse
- Nr. 1256 (April 2006): Alarmanlage
- Nr. 1257 (Mai 2006): Finger-Fußball

### Neuauflage (2012–2017; 2022)
Am 25. April 2012 kündigte Egmont Ehapa an, Yps neu aufzulegen. Das neue Yps werde sich mit Themen wie Mode, Automobil und Technik befassen. Laut Egmont Ehapa sollen die „Themen von damals inhaltlich und optisch in die jetzige Lebenswelt der Leser“ übersetzt werden. Das Magazin wurde vom Verlag als „Erwachsenenmagazin“ bezeichnet, da es sich an 30- bis 45-Jährige, die mit dem alten Yps aufgewachsen sind, richtete und Kindheitserinnerungen wecken sollte. Auch die Beigabe von Gimmicks war geplant. Die redaktionelle Leitung übernahm Christian Kallenberg, ehemals Chefredakteur des FHM-Magazins. Er kündigte an, es werde versucht, „den Geist von Yps, dieses positive Alles-mal-auszuprobieren, in das neue Yps zu übertragen“.
Die erste Ausgabe mit einer Startauflage von 120.000 Exemplaren erschien am 11. Oktober 2012 (dem 37. Jubiläum von Yps) zum Preis von 5,90 Euro. Es handelte sich hierbei um eine Einzelausgabe. Bei Erfolg war dann ab 2013 ein regelmäßiger Erscheinungsrhythmus geplant. Am 13. Oktober 2012 war in den meisten Verkaufsstellen das Magazin schon vergriffen, auch der Online-Shop des Verlags Egmont-Ehapa hatte keine Exemplare mehr und die Urzeitkrebse konnten nicht schnell genug für neugedruckte Ausgaben nachgeliefert werden. Am 19. Oktober 2012 gab es eine digitale Ausgabe für das iPad. Durch diesen Erfolg erschien Yps seit März 2013 regelmäßig alle drei Monate und seit März 2015 zweimonatlich.
Im zweiten Quartal 2015 wurden pro Ausgabe 60.593 Hefte verkauft. Für die zwischen 2012 und 2017 angebotenen neuen Ausgaben von Yps wurden neue Comics von Yps & Co. gezeichnet. Mit der Ausgabe 1282 wurde Yps im September 2017 vorerst erneut eingestellt, nachdem die Anzeigeneinnahmen eingebrochen waren und der Chefredakteur Christian Kallenberg, der zeitweise bei Pop/Rocky in gleicher Position tätig war, gekündigt hatte.
- Nr. 1258 (2012): Urzeitkrebse
- Nr. 1259 (2013): Die Maschine, die viereckige Eier macht
- Nr. 1260 (2013): Solar-Zeppelin
- Nr. 1261 (2013): Das Ei-Brett zum Selberwischen
- Nr. 1262 (2013): Die Zensur-Brille
- Nr. 1263 (2014): Ostereierbaum to go
- Nr. 1264 (2014): Der Solar-Ofen
- Nr. 1265 (2014): Urzeitkrebse XXL
- Nr. 1266 (2014): Das Survival-Werkzeug und das Abenteuer-Handbuch
- Nr. 1267 (März 2015): Der Zauberkasten
- Nr. 1268 (Mai 2015): Die elektrische Windmaschine
- Nr. 1269 (Juli 2015): Der Yps-Drachen
- Nr. 1270 (September 2015): 3D-Puzzle des Yps-Kängurus (gleichzeitig Jubiläumsausgabe – 40 Jahre Yps)
- Nr. 1271 (2015): Alarm für die Schublade
- Nr. 1272 (2016): Das Yps-Mobil mit Aufziehmotor
- Nr. 1273 (2016): RETRO LCD-Spiel
- Nr. 1274 (2016): Fotolinsen – drei Wechselobjektive für das Smartphone
- Nr. 1275 (2016): Die Mini-LED-Taschenlampe am Karabiner
- Nr. 1276 (2016): Ostereierbaum to go
- Nr. 1277 (2016): Virtual Reality Brille
- Nr. 1278 (2017): YPS-Büro-Set
- Nr. 1279 (2017): Die Maschine, die viereckige Eier macht
- Nr. 1280 (2017): Der Bausatz für ein echtes Mikroskop
- Nr. 1281 (2017): Das Periskop fürs Smartphone
- Nr. 1282 (2017): Die Boom Box für dein Smartphone (zugleich Jubiläumsausgabe – 5 Jahre Yps für Erwachsene)
- Nr. 1278 (2017): Urzeitkrebse XXL
- Nr. 1279 (2017): Das Survival-Werkzeug und das Abenteuer-Handbuch
- Nr. 1280 (2017): Der Zauberkasten
- Nr. 1281 (2017): Die elektrische Windmaschine

- Nr. 1282 (Mai 2017): Die Boom Box für dein Smartphone (vorletzte Ausgabe, zugleich Jubiläumsausgabe – 5 Jahre Yps für Erwachsene)

Am 31. August 2022 erschien nach über 5 Jahren die Nr. 1283.

## Gimmicks

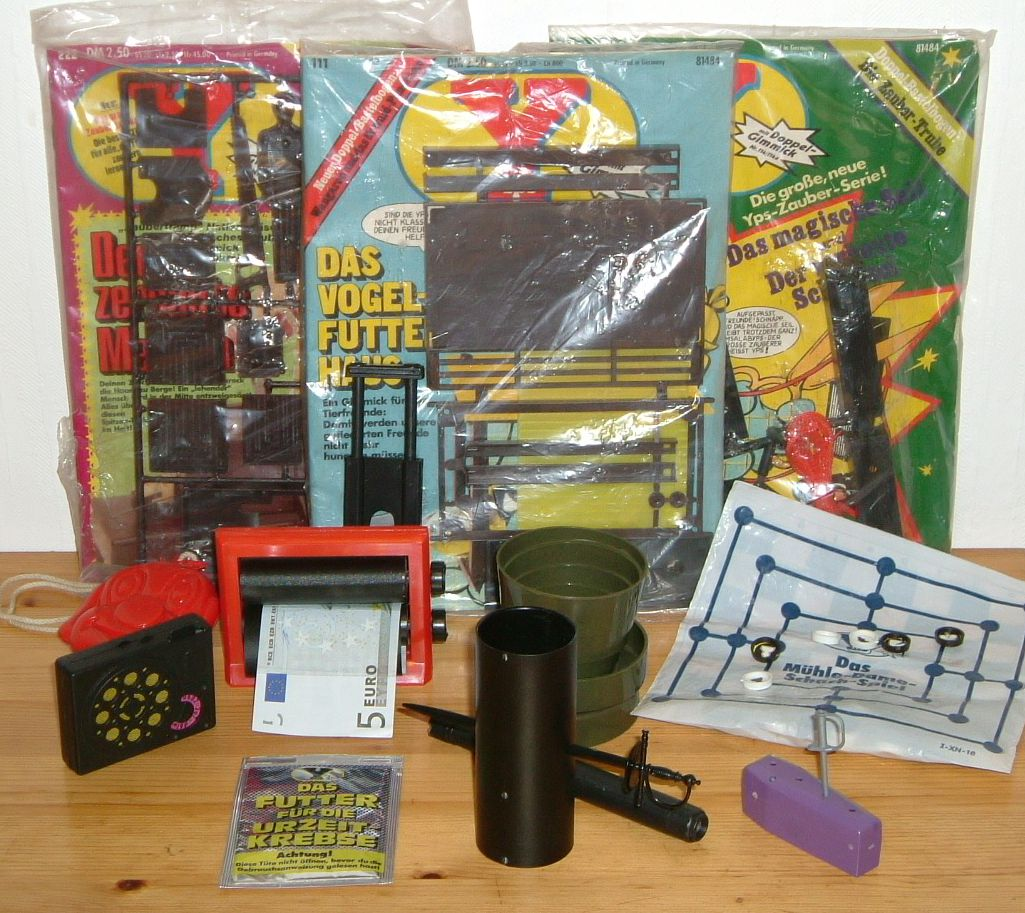
Verschiedene YPS-Gimmicks

Das Gimmick war eine Beilage zum Heft, so ein Spielzeug, und sollte einen zusätzlichen Kaufanreiz bieten. Gimmicks wie beispielsweise die Urzeitkrebse, Agenten- und Überlebensausrüstungen, Solarzeppelin, Zaubertricks und U-Boot-Bausätze sind legendär und wurden zu Kultobjekten. Zuständig für die Gimmicks war Reinhard Haas. Das Gimmick in Heft 1 war ein kleines Schleuder-Katapult aus Kunststoff, mit dem Papierkügelchen verschossen werden konnten. Mit einem gewissen Abstand vor Heft „Nr. 1“ war jedoch zuvor ein Pilotheft erschienen, dessen Gimmick in zwei länglichen Kapseln bestand, die durch eine kleine Stahlkugel im Inneren auf schrägen Flächen hinabpurzelten (das Gimmick erschien später noch einmal in einem anderen Heft). Manche Gimmicks wurden kontrovers diskutiert, beispielsweise gab es mit Gimmick Nr. 263 (erschienen am 18. Oktober 1980) drei echte tote Tropen-Schmetterlinge in Kästen und bei den „mexikanischen Springbohnen“ waren der Auslöser für das Springen lebende Larven der Motte Laspeyresia saltitans. Es gab auch höherwertige Gimmicks, die allerdings meist in Spezialausgaben (Yps Extra, Yps Spezial und Yps Grün) herausgebracht wurden, wie zum Beispiel ein MW-Radio (Detektorempfänger) zum Selberbauen oder kleinere technische Modellbausätze wie die Marsraupe, eine Art Mars-Rover.
Das häufigste Gimmick waren die Urzeitkrebse (Artemia nyos), die insgesamt 20-mal als Beilage zum Heft erschienen, gefolgt vom Yps Abenteuerzelt, das 15-mal Gimmick war.
Während der Neuauflage (2012–2017) wurden – wie oben schon erwähnt – in Neuauflage Nr. 1 (Yps 1258) erneut Urzeitkrebse als Gimmick beigelegt. Ausgabe 03/2014 (Yps. 1265) enthielt „XXL-Urzeitkrebse“ der Gattung Triops longicaudatus. In diesem Heft warnte Yps davor, die „XXL-Urzeitkrebse“ in freier Natur auszusetzen, da sie amerikanischer Herkunft waren und die schwächeren deutschen Urzeitkrebse verdrängen würden. Zudem könnte es zu einer Kreuzung mit anderen Arten kommen und eine neue Urzeitkrebs-Art entstehen. Auch der NABU warnte in diesem Zusammenhang vor einer eigenmächtigen Ansiedlung der amerikanischen „XXL-Urzeitkrebse“ in Deutschland.
Generell wurden die verschiedenen Serien jährlich in leicht abgewandelter Form wiederholt, so zum Beispiel die Abenteuer-Serie (in der Regel mit dem Abenteuer-Zelt), die Detektiv- und die Agentenreihe. Oft bezogen sich auch die Comics von Yps & Co. oder Yinni und Yan auf das Gimmick. Zu der Detektivreihe gab es auch oft Rätselkrimis, beispielsweise von Wolfgang Ecke zum Mitdenken und -kombinieren. Populär wurden auch die Mitgliedsausweise für Agenten- oder Detektivclubs oder einfach nur als Yps-Mitglied, wodurch auch ein Augenmerk auf ein Miteinander bzw. gemeinsames Erleben der Gimmicks durch die gleichaltrigen Leser gelegt wurde.
Auch einige der damals neuartigen Play-BIG- und Playmobil-Figuren wurden als Gimmick verwendet, zum Teil zum Selberanmalen (die Stifte gab es dann in der nächsten Ausgabe).
Das heutzutage unter Sammlern begehrteste Gimmick ist der „Stormtrooper des Imperiums“ (Heft 510). Die dem Heft beigelegte Star-Wars-Figur war minimal kleiner als die damals im Handel separat erhältliche Figur und wurde mit zwei unterschiedlichen Waffen verkauft. Sogar das Heft 509 mit der Ankündigung zum folgenden Heft ist heute unter Sammlern begehrt.
In der Neuauflage von 2012–2017 erschienen neben den Urzeitkrebsen auch viele der legendären „alten“ Gimmicks noch einmal, etwa der „Solar-Ofen“, der „Ostereierbaum“ als To-go-Version oder die „Maschine, die viereckige Eier macht“. Mit Heft 2/2013 kam wieder ein drei Meter langer, bedruckter Solar-Zeppelin, ein schwarzer extradünner Folienschlauch plus dünnem Faden. 1980 gab es einen solchen Ballon bereits im Sonderheft und 1984 in einem regulären Heft.

## Rubriken
(variiert je nach Jahrgang)
- Liebe Yps Fans (immer auf der 2. Seite des Heftes)
- Üps Humor,[37] darin Die blöde Frage der Woche (gestellt von Yps)
- Yps Nachrichten, darunter anfangs Flohmarkt, Brieffreunde gesucht, Yps-Galerie (Leser), Malschule, Preisrätsel
- Yps Gimmick (Beschreibung)
- Extra-Blatt (Grüße, Brieffreunde, Yps-Clubs, Tauschen, An-/Verkauf)
- Eckes Rätsel-Krimi der Woche
- Kreuzworträtsel
- Das wirklich wahre Horoskop der Woche
- Bastelbogen
- Lexikon, z. B. Tiermütter, Pflanzen, Dinosaurier
- Faltbilderrätsel
- Ankündigung nächstes Heft

## Comics
Im Laufe von 25 Jahren wurde in Yps eine große Anzahl Comics verwendet, darunter auch bereits bekannte Figuren wie diverse Asterix- oder Lucky-Luke-Serien, die gekürzt auf verschiedene Ausgaben verteilt wurden, oder in den Spätjahren Garfield. In den frühen Ausgaben bis circa 1980 gab es auch noch Fotoserien (Black Beauty nach der gleichnamigen Serie) und eine Vielzahl an realistisch gezeichneten Comics (Davy Crocket, Peter Horn, Hombre, Thomas der Trommler, Wangaroo, Captain York, Gerfried u. a.), die später kaum noch verwendet wurden.
Die Nummern in der folgenden Auflistung der vertretenen Comics beziehen sich nur auf den Zeitraum, die Reihen waren nicht zwangsläufig in jeder dieser Ausgaben vertreten:

### Eigenproduktionen
- Yps & Co. (ab Ausgabe 1 als einseitiger Comic (Yps, Kaspar, Patsch und Willy) zum Gimmick, ab Ausgabe 88 zusätzlich mit eigenständigen Geschichten)
- Yinni und Yan (Ausgabe 1–1235, Zeichner: Heinz Körner)
- Schwyps und Gryps (Ausgabe 41–87, Zeichner: Michael Forster)
- Wangaroo das Dschungelkind (ab Ausgabe 83 bis ca. 180, Zeichner: Juan Arranz, Texter: Roger Lécureux)
- Captain York (Ausgabe 95–306, Zeichner: Carlo Raffaele Marcello,[38] Texter: Roger Lécureux)
- Bens Bande (Ausgabe 112–331, Zeichner: Marti (Künstlername von Marti Riera Ferrer), Texter: Peter Wiechmann)
- Mister Melone (Ausgabe 122–359, Zeichner: Adolfo, (Rojas)/Comicon und Helmut Murek; Texter: Peter Wiechmann, teilweise Rojas/Comicon)
- Thomas, der Trommler (Ausgabe 132–196, Zeichner: Josep Gual, Texter: Jean Ollivier), auch als eigenständiger Comic erschienen:
  - Peter Wiechmann, Josep Gual, Juan Sarompas: Thomas der Trommler: sein Schicksal ist Geschichte, Cross Cult, 2009, ISBN 978-3-941248-27-4 Amigo Grafik, 2009
- Hombre (Ausgabe 145–252, Zeichner: Rafael Mendez, Texter: Peter Wiechmann), auch eigenständig in Buchform erschienen:
  - Hombre 1, Cross Cult, 2009, ISBN 978-3-941248-28-1; Hombre 2, Cross Cult, 2009, ISBN 978-3-941248-29-8.
- Gespenster GmbH (Ausgabe 165–1239), Zeichner: Josip (165–380), Rojas (450–616) (Comicon); Kipkacomics (617–1239); Texter: Peter Wiechmann, Fred Kipka, (Kipkakomiks)
- Gries, Gram & Grimm (Ausgabe 400–417)
- Jimmy das Gummipferd (Ausgabe 422–462, basierend auf Geschichten, die 1953 bis 1957 von Roland Kohlsaat für die Beilage Sternchen des Stern gezeichnet worden sind)
- Punk-Piraten (Ausgabe 864–1233, gezeichnet von Fred Kipkas Unternehmen (Kipkakomiks))
- Cybertoon (Ausgabe 1248–1253; Texter und Zeichner: Michael H. Musal)
- Gerfried (z. B. in Ausgabe 318; Zeichner: Coelho, Texter: Ollivier)

### Lizenzcomics
Abgeschlossene Geschichten
- Robin Ausdemwald (Im Original Robin Dubois von Turk und De Groot, ab Ausgabe 1)
- Im Lande Löwenzahn (Im Original Animal Crackers von Roger Bollen Ausgabe 23–62)
- Mammut (Ausgaben 54–86)
- Sheriff Dooley
- Ragnar der Wikinger (Im Original Ragnar, Zeichner: Eduardo Teixeira Coelho, Texter: Jean Ollivier, ab Ausgabe 64)
- Pif und Herkules (Im Original Pif le Chien, ab Ausgabe 75, zuerst als Pif, der lustigste Hund der Welt)
- Piffi (Im Original Pifou, ab Ausgabe 131)
- Im Tal der Tiere (Im Original No Man’s Valley von Harrie Geelen, Frank Fehmers Production, ab Ausgabe 279)
- Hubert & Muzo (Im Original Placid et Muzo, Ausgabe 323–385)
- Alix, die Piratentochter (Im Original Marine, fille de pirate, in Deutschland auch bekannt als Mandarine von Pierre Tranchand und François Corteggiani, Ausgabe 337–359)
- Arthur, das Gespenst (Im Original Arthur le fantôme justicier von Jean Cézard, Ausgabe 386–442)
- Die Geier (Im Original Les Voraces von Glem und Raoul Cauvin, Ausgabe 1017–1028)
- Dennis (Originaltitel: Dennis the Menace and Gnasher. aus dem britischen Heft The Beano) (Ausgabe 1224–1253)
- Garfield (von Jim Davis) (Ausgabe 1226–1247)

Fortsetzungsgeschichten
- Gulliver (nur in den fünf Testausgaben 17 bis 21/1975), nach dem Roman Gullivers Reisen von Jonathan Swift
- Der Ritter und der Drache (Im Original: Il drago e il cavaliere. Ausgaben 1–74, Zeichner und Texter: Adriano Carnevali)
- Die Indianer (Ausgaben 1 bis 35, zunächst „Die Erben des Windes“ bis Ausgabe 14, ab Ausgabe 15 „Die Gefährten des Bösen“; Zeichner: Hans George Kresse)
- Hector (Original: Héctor, adalid de los almogávares, Zeichner: Chiqui, Ausgabe 1–27)
- Aladin und die Wunderlampe (Zeichner: Chiqui (Chiqui de la Fuente), Ausgabe 28–36), nach dem Märchen aus 1001 Nacht
- Der Kampf um das Schwarze Gold (Ausgabe 33–??)
- Buddy Longway (Original: Buddy Longway von Derib) (Ausgabe 36–63)
- Die Reise zum Mittelpunkt der Erde (Ausgabe 37–45), nach dem gleichnamigen Roman von Jules Verne
- Baron Münchhausen (Original: El Barón de Munchhausen, Zeichner: Chiqui (Chiqui de la Fuente), Ausgabe 46–54)
- Die Abenteuer des Tom Sawyer (Zeichner: Chiqui (Chiqui de la Fuente), Ausgabe 55–63), nach dem gleichnamigen Roman von Mark Twain
- Die Abenteuer des Herlock Sholmes (Im Original Herlock Sholmes: majstor maske, von Julio Radilović und Zvonimir Furtinger, ab Ausgabe 64, Parodie auf Sherlock Holmes)
- Lucky Luke (ab Ausgabe 185)
- Asterix (ab Ausgabe 191)
- Percy Pickwick (im frz. Original Clifton)(ab Ausgabe 279)
- Isegrims Abenteuer (Im Original Yvain et Yvon von Michel de Bom und Patrick Cadot, ab Ausgabe 592)
- Niky – der Trucker (Im Original Niky von Dupa, ab Ausgabe 629)
- Umpah-Pah (ab Ausgabe 717)
- Marsupilami (ab Ausgabe 774)
- Isnogud (ab Ausgabe 918)
- Cubitus (ab Ausgabe 1037)
- Rantanplan (ab Ausgabe 1182)

## Nebenreihen

Logos des deutschen Pif Pocket (oben) und des französischen Originals

Neben der Hauptreihe gab es vor allem in den 1980er Jahren zahlreiche kurzlebige Versuche, Nebenreihen auf den Markt zu bringen.
- Yps Comic-Band (1 Ausgabe, 1976. Nachdruck der Comicserie Hector)
- Pif Pocket (15 Ausgaben, 1980–1982. Taschenbuch)
- Yps-Extra (19 Ausgaben, 1980–1988. Reihe mit aufwendigeren Gimmicks zu höheren – und von Ausgabe zu Ausgabe verschiedenen – Preisen, meist ohne Comics)
- Yps-Spezial (4 Ausgaben, 1981–1982. Preislich zwischen Yps und Yps-Extra angesiedelt, Festpreis)
- Yps-Grün (3 Ausgaben, 1982. Reihe ohne Comics mit Pflanzen-Gimmicks)
- Yps Extra-Blatt (1 Ausgabe, 1987. Zeitung mit Kleinanzeigen, später wurden einige derartige Seiten unter diesem Titel in die Zeitschrift Yps integriert)
- Yps Extra-Heft (1 Ausgabe, 1993. Zum Thema Dinosaurier)

Die Pif Pockets Nr. 1 und Nr. 6 waren Gimmicks zu den Yps-Ausgaben 239 (5. Mai 1980) und 298 (20. Juni 1981), die anderen Ausgaben waren im Zeitschriftenhandel erhältlich. Ausgabe Nr. 16 wurde für März 1982 angekündigt, erschien aber nie.
1982 erschien zudem eine schwedische Ausgabe von Yps. Außerdem erschienen Anfang der 80er-Jahre jeweils zwei Hörspiele von Yinni und Yan und den Yps-Freunden (Yps, Kaspar, Patsch und Willi) auf LP und MC.

## Zeichner
- Ivica Litric – Titelblattzeichner
- Heinz Körner – Zeichner von Yinni und Yan
- Michael Holtschulte – Titelblattzeichner und Cartoonist
- Oliver Gerke – Zeichner von Yps & Co
- Martin Tazl – Titelblattzeichner und Zeichner von Yps & Co von 2013 bis 2017[39][40]
- Stefan Hulbe – Konstruktionen und Grafik diverser Bastelbogen
- Christian Kämpf – Konstruktionen und Grafik diverser Bastelbogen

## Yps – Die Sendung
Yps – Die Sendung ist ein Wissensmagazin, das Endemol beyond für RTL Nitro produziert. Moderiert von Jan Köppen, wurde die erste Sendung am 2. Dezember 2013 um 21:05 Uhr ausgestrahlt. Nach der für den Grimme-Preis nominierten Pilotsendung wurde eine erste, zehn Folgen umfassende Staffel bestellt, die seit dem 3. April 2014 immer donnerstags auf Sendung war. Die zweite Staffel wurde ab 17. April 2015 gesendet.

## Ähnliche ausländische Zeitschriften
- Pif Gadget (Frankreich, 1969–2009), Super Pif, seit 2015
- Pif Gadget in Spanien, Kanada, Ungarn und Rumänien
- Jippo-lehti (Finnland, 1977–1982), sowie Schweden und Dänemark
- Billiken (Argentinien), vereinzelte Ausgaben der 1980er
- Più – e il suo Gioco (Italien ab 1982, Verlag Editoriale Domus). Ab 1987 weitere Ableger wie Maxi Più[43][44]

## Filme
- Yps – eine kommunistische Erfindung? Arte-Dokumentation, 2014.[45]